# Conny Dähn
Konrad „Conny“ Dähn (* 1900; † 1972) war ein deutscher Komponist.

## Leben
Dähn schrieb die Melodie zu mehreren Liedern von Kurt Tucholsky wie etwa An den deutschen Mond; An die Berlinerin; Augen in der Großstadt; Ballade und viele andere und begleitete mehrere Chansonsängerinnen, wie unter anderem Olga Rinnebach.
Von 1946 bis 1947 komponierte und spielte Conny Dähn, gemeinsam mit Heinz Reinfeld, die Musik für das Berliner Kabarett Frischer Wind.